# Biskupi kriżewczyńscy
Biskupi kriżewczyńscy – administratorzy, biskupi diecezjalni i biskupi pomocniczy wikariatu apostolskiego Marča, a od 1777 eparchii kriżewczyńskiej.

## Biskupi

### Biskupi diecezjalni
| Lata urzędowania | Biskup | Biskup                    | Uwagi |
| ---------------- | ------ | ------------------------- | --- |
|                  |        | Paulus Zorčić OSBM        | wikariusz Marča w latach 1671–1685 |
|                  |        | Marcus Zorčić             | wikariusz Marča w latach 1686–1689 |
|                  |        | Isaias Popović OSBM       | wikariusz Marča w latach 1689–1698 |
|                  |        | Gabriel Turčinović OSBM   | wikariusz Marča w latach 1701– ok. 1707 |
|                  |        | Grigor Jugović OSBM       | wikariusz Marča w latach 1709– ok. 1727 |
|                  |        | Grégoire Vucinić OSBM     | wikariusz Marča w latach 1729– ok. 1737 |
|                  |        | Teofil Pašić OSBM         | wikariusz Marča w latach 1738–1745 |
|                  |        | Gabriel Palković OSBM     | wikariusz Marča w latach 1752–1759 |
| 1759–1789        |        | Vasilije Božičković OSBM  | wikariusz Marča w latach 1759–1777, od 1777 biskup eparchii Kriżewczyńskiej |
| 1789–1793        |        | Josafat Bastasic OSBM     | |
| 1795–1810        |        | Silvester Bubanovich OSBM | |
| 1815–1830        |        | Konstantin Stanich        | |
| 1834–1856        |        | Gabrijel Smičiklas        | |
| 1857–1881        |        | Djordje Smičiklas         | |
| 1883–1889        |        | Elias Hranilović          | |
| 1891–1917        |        | Julije Drohobeczky        | |
| 1920–1940        |        | Dionis Njaradi            | |
| 1942–1946        |        | Janko Šimrak              | |
| 1960–1961        |        | Gabriel Bukatko           | administrator apostolski sede vacante w latach 1952–1960, biskup eparchii Kriżewczyńskiej, następnie arcybiskup koadiutor Belgradu w latach 1961–1964, późniejszy arcybiskup metropolita Belgradu |
| 1983–2009        |        | Slavomir Miklovš          | |
| 2009–2019        |        | Nikola Kekić              | |
| od 2020          |        | Milan Stipić              | administrator apostolski sede vacante w latach 2019–2020, od 2020 biskup eparchii Kriżewczyńskiej                                                                                                 |

### Biskupi pomocniczy
| Lata urzędowania | Biskup | Biskup         | Uwagi                                     |
| ---------------- | ------ | -------------- | ----------------------------------------- |
| 1914–1920        |        | Dionis Njaradi | następnie biskup eparchii Kriżewczyńskiej |
| 1963–1984        |        | Joakim Segedi  | arcybiskup ad personam                    |